# AC Pavia 1911 SSD
Associazione Calcio Pavia 1911 SSD, zkráceně jen Pavia je italský fotbalový klub hrající v sezóně 2022/23 v 5. italské fotbalové lize a sídlící ve městě Pavia v regionu Lombardie.

## Historie
Klub byl založen 3. listopadu 1911 jako Pavia Foot Ball Club díky třem lidem: Emilio Piatti, Achille Pecci a Giovanni Ferrari. Od sezony 1919/20 se klub zúčastnil v nejvyšší lize, kterou hrál tři sezony po sobě. V roce 1924 se nepřihlásilo do žádné soutěže a díky klubu Arduino Foot Ball Club se po roce opět ve městě Pavia hrál fotbal. Další krach přišel v roce 1935. Fotbal se vrátil opět po roce pod názvem Associazione Calcio Pavese Luigi Belli. Do dalšího bankrotu v roce 1957, hrály dlouhou dobu ve 3. lize a jen na dvě sezony hrály ve 2. lize.
Nový klub Unione Sportiva Pro Pavia začala hrát v 6. lize a v roce 1960 se sloučil Associazione Sportiva Pavia a přejmenovaly se na Associazione Calcio Pavia. Do sezony 1996/97 většinou hrály ve 4. lize a jen 4 sezony byly ve 3. lize. Poté dokonce sestoupily do 6. ligy a v roce 2016 opět ohlásily bankrot. I tak vznikl nový klub FC Pavia 1911 SSD, který se po čtyřech letech přejmenoval na AC Pavia 1911 SSD
Největším úspěchem klubu je vítězství ve 3. lize a to v sezoně 1952/53.

## Změny názvu klubu
- 1913/14 – 1923/24 – Pavia FBC (Pavia Foot Ball Club)
- 1925/26 – 1927/28 – Arduino Pavia FBC (Arduino Pavia Foot Ball Club)
- 1928/29 – 1934/35 – Pavia FBC (Pavia Foot Ball Club)
- 1936/37 – 1941/42 – AC Pavese Luigi Belli (Associazione Calcio Pavese Luigi Belli)
- 1942/43 – 1956/57 – AC Pavia (Associazione Calcio Pavia)
- 1957/58 – 1958/59 – US Pro Pavia (Unione Sportiva Pro Pavia)
- 1959/60 – FBC Pavia / AS Pavia (Foot Ball Club Pavia / Associazione Sportiva Pavia)
- 1960/61 – 2015/16 – AC Pavia (Associazione Calcio Pavia)
- 2016/17 – 2019/20 – FC Pavia 1911 SSD (Football Club Pavia 1911 Società Sportiva Dilettantistica)
- 2020/21 – AC Pavia 1911 SSD (Associazione Calcio Pavia 1911 Società Sportiva Dilettantistica)

## Získané trofeje

### Vyhrané domácí soutěže
- 3. italská liga (1x)

1952/53
- 4. italská liga (4x)

1966/67, 1977/78, 1983/84, 2002/03

## Účast v ligách
| Úroveň soutěže | Název soutěže (nynější název) | První hraná sezona | Poslední hraná sezona | celkem odehraných sezon |
| -------------- | ----------------------------- | ------------------ | --------------------- | ----------------------- |
| 1              | Serie A                       | 1919/20            | 1921/22               | 3                       |
| 2              | Serie B                       | 1922/23            | 1954/55               | 6                       |
| 3              | Serie C                       | 1927/28            | 2015/16               | 38                      |
| 4              | Serie D                       | 1961/62            | 2018/19               | 34                      |
| 5              | Eccellenza                    | 1997/98            | 2022/23               | 5                       |

## Trenéři
V klubu působili bývalí skvělí fotbalisté, kteří se po skončení kariéry staly trenéři. Před 2. světovou válkou byl krátce trenérem Federico Munerati (1939–1940) i Giovanni Ferrari (1944–1945). Po válce se vrátil Federico Munerati (1947–1948) a také zde působil Alfredo Foni (1950–1951). Na konci 90. letech se stal trenérem i Riccardo Ferri (1997).

## Fotbalisté
- Mario Genta (1934–1935) reprezentant  medailista z MS 1938
- Federico Munerati (1938/39) reprezentant
- Massimiliano Allegri (1990–1991)  úspěšný trenér
- Massimo Crippa (1986/87) reprezentant
- Francesco Acerbi (2005–2006, 2008–2010) reprezentant  medailista z ME 2020
- Emanuele Giaccherini (2007/08) reprezentant  medailista z ME 2012

### Česká stopa
- Jiří Kladrubský (2016)